# Franc Peternelj
Franc Peternelj, slovenski podobar, pozlatar in fotograf, * 20. marec 1883, Cerkno, † 19. avgust 1951, Cerkno.

## Življenje in delo
Rodil se je očetu Francu st. in materi Frančiški (rojena Kosmač).
V rojstnem kraju je končal ljudsko šolo ter se nato v letih 1897−1900 pri mojstru Jožefu Štravsu učil za podobarja. V letih 1900−1907 je nato služil pri različnih mojstrih v bližnji in daljni okolici. Od vsega začetka se je ukvarjal tudi s fotografijo za katero ga je navdušil mojster Štravs, verjetno pa se je v tej umetnosti izpopolnjeval tudi v Leobnu, ko je leta 1906 služil pri mojstru Johanu Greissu. 
Peternelj je bil pomemben predvsem za domači kraj. Leta 1907 se je vrnil v Cerkno. Večje delo, ki ga je opravil v letih 1910−1913 je bila izdelava novih okvirjev za križev pot v cerkvi Sv. Ane v Cerknem ter izdelava ograje za kor v isti cerkvi. Kot kaže je samostojno rezbarsko delo kmalu opustil in opravljal le še manjša dela v po različnih cerkvah v bližnji in širši okolici Cerknega, ter se bolj intenzivno posvetil poslikavam cerkva in opreme. V letih 1926−1942 je na novo poslikal ter obnovil nekatere slike in drugo cerkveno opremo v cerkvah v Godešiču, Žireh, na Bukovem, Šebreljah, Kanalskem Lomu in drugod. Marsikatero obnovljeno opremo je tudi zlatil z lističi zlata.
Peternelj je ves čas življenja in dela v Cerknem aktivno sodeloval v bogatem kulturnem in prosvetnem življenju Cerkljanov. Bil je član Slovenskega kmečkega izobraževalnega društva in njegovega pevskega zbora ter član planinskega in gasilskega društva. Manj znano pa je, da je bil Peternelj v času do leta 1930tudi fotograf v Cerknem. Vse pomembne dogodke je beležil s fotográfskim aparátom. Po njegovi zaslugi so se ohranile številne fotografije, ki pričajo o načinu življenja v tistem času. Največ je fotografij, ki kažejo zanimive osebe s Cerkljanskega ter družine in posamezne družinske dogodke. Ohranjenih je mnogo fotografij naselij, posameznih delov naselij in hiš. Številne so slike obrtnikov ter njihovih izdelkov. Vsekakor pa je zanimivo dejstvo, da je imel tako majhen kraj, ki je leta 1910 štel 978 prebivalcev, svojega fotografa. 